# Ingeniería industrial en España
Frecuentemente la denominación ingeniería industrial puede dar lugar a confusión según se refiera a la titulación que se imparte en España, o a los estudios que, con el mismo nombre, se imparten en otros países del mundo; a su vez, esto se traduce en objetivos y competencias distintas. Los campos de estudio y aplicación en ambos casos son bastante diferentes, puesto que lo que fuera de España se conoce como ingeniería industrial, tiene como equivalente en España la titulación de Ingeniería en organización industrial. En el caso de España, la ingeniería industrial tiene un carácter pluridisciplinar, más técnico y cercano a las ciencias experimentales, y no sólo engloba aspectos de la gestión empresarial y la producción, propios de la Ingeniería en organización industrial, aunque sí forman parte importante de los múltiples campos que abarca.
La formación del Ingeniero industrial es ampliamente pluridisciplinar, con una base teórica importante y una especialización en alguna de las disciplinas básicas de la industria, partiendo de las ciencias experimentales, esencialmente la física, la química y las matemáticas, para acabar estudiando tecnologías generalistas e intensificándose en las de su propia especialización. Podría decirse que la ingeniería industrial en el ámbito español, con el conjunto de sus especialidades, es la más generalista de las ingenierías y el ingeniero debe estar capacitado para adaptarse a cualquier sector empresarial: debe saber dónde encontrar la solución y cómo aplicarla al problema que se le presente. La ingeniería industrial es un campo interdisciplinar con aplicaciones industriales, de servicios, comerciales y de gestión.
Existe una variedad enorme de especializaciones en la Ingeniería industrial, dada la cantidad de disciplinas que abarca. En general, las ramas esenciales dependen de los campos clásicos en que se estructura tradicionalmente la ingeniería en España: electrotecnia y electrónica, mecánica de medios continuos y de fluidos, termotecnia o ciencia de materiales, sumando a esto campos de estudio como la organización industrial o la automática.

## Origen histórico
En el siglo XIX aparecieron los primeros centros de enseñanza o Escuelas Profesionales Obreras, que tenían por objeto contribuir al perfeccionamiento de determinados oficios industriales y artísticos. Así se crearon centros tales como el Real Conservatorio de Artes de Madrid en el que se organizaban estudios de Mecánica, Física, Química y Delineación. Otro germen histórico de la Ingeniería industrial es el de la Escuela Politécnica Superior de Alcoy, cuyo antecedente más remoto se remonta a 1828, fecha en la que los miembros del organismo gremial de la localidad, la Real Fábrica de Paños y Papel, acordaron fundar el Establecimiento Científico Artístico, centro estructurado en cuatro Cátedras en el que se empezaron a impartir las enseñanzas técnicas.

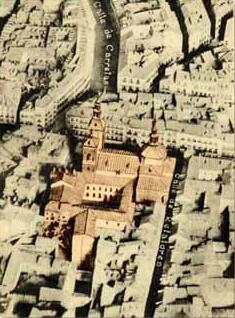
El Real Instituto Industrial se instaló en el antiguo Convento de la Trinidad, de la calle Atocha de Madrid, hoy desaparecido

La sociedad española sufrió un cambio cualitativo con la sustitución generalizada de la tracción animal por la mecánica, procedente de los sistemas movidos por vapor en los comienzos del siglo XIX. Este cambio supuso una adquisición tan rápida de tecnología extranjera que llevó al gobierno de la época a reglar, mediante la conocida como Ley Moyano, unos estudios en Ingeniería Mecánica que permitiesen reducir la dependencia exterior. Esta formación precisaba «ser bachiller, haber estudiado en la Facultad de Ciencias, en tres años a lo menos, Álgebra, Geometría Analítica y Descriptiva, Cálculo, Mecánica, Física Experimental, Química General, Zoología, Botánica, Mineralogía, Dibujo, copiar diversos órdenes de Arquitectura y ser aprobado en un examen general de estas materias». A modo de simple anécdota que sitúe este período formativo, se ha de recordar que para ser ingeniero industrial era preciso estudiar, durante otros tres años más, una serie de asignaturas comunes y otras específicas, limitando a tres el número de horas teóricas diarias. Durante la formación, los alumnos debían hacer trabajos gráficos, prácticas de taller y laboratorio, así como ejercitarse en la redacción de proyectos propios de sus estudios, precedente de los Proyectos Fin de Carrera en las actuales titulaciones. Nace así el Ingeniero industrial, que parte con una vocación al servicio de la sociedad muy marcada.
La carrera de Ingeniero industrial surge, por lo tanto, por un Real Decreto promulgado en septiembre de 1850. Para impartir la docencia se crea entonces el Real Instituto Industrial, que estableció Escuelas en Madrid, Barcelona, Gijón, Sevilla, Valencia y la Escuela Industrial de Vergara. Su instauración se realizó por Real Decreto, el 4 de septiembre, del Ministerio de Instrucción y Obras Públicas. Estas Escuelas Industriales de España se organizaban en tres niveles: elemental, de ampliación y superior. Estas tres enseñanzas se estructuraron de modo que los alumnos de las escuelas elementales pudieran pasar a las de Ampliación y los de éstas a las de Superior. Tal modelo de escuelas tuvo una vida efímera, de manera que en 1866 se suprimió el Real Instituto y solamente persistió la Escuela de Barcelona gracias al apoyo de su Diputación Provincial. Estas enseñanzas se reorganizarían más tarde con una Ley de Instrucción Pública de 1857, en la que se mencionaban dos tipos de Peritaje: Mecánico y Químico. Las áreas de conocimiento se centraban en Aritmética, Geometría, Física, Química, Mecánica y Construcción.
La creación en Bilbao primero (1897) y luego en Madrid (1901) de Escuelas Superiores de Ingenieros Industriales y el establecimiento de las enseñanzas profesionales correspondientes determinadas por toda la nación cerraron el paréntesis que había abierto en 1866 la supresión del Real Instituto Industrial. Desde entonces y hasta época muy reciente se formaban Ingenieros Industriales en las tres Escuelas de Madrid, Barcelona y Bilbao, y en la actualidad reciben formación académica en numerosos y diversos centros a lo largo y ancho de la geografía española.
En marzo de 1911 se crea por Real Decreto el Cuerpo Nacional de Ingenieros Industriales que habrían de ejercer su profesión al servicio del Estado.

## Funciones y atribuciones

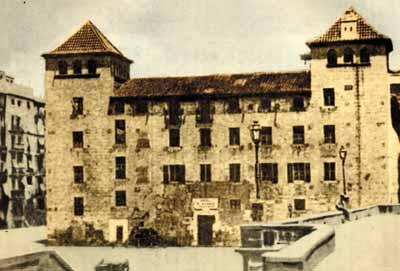
El convento de San Sebastián, hoy inexistente, fue la primera sede de la Escuela de Ingenieros Industriales de Barcelona.

Como se ha comentado anteriormente, el ingeniero industrial surge en España y en muchos otros países como una necesidad imperante para el desarrollo de la sociedad industrializada de comienzos del siglo XIX. El progreso de la industria española y el haberla redimido casi en su totalidad de la dirección técnica extranjera son la prueba de la labor realizada por los ingenieros industriales. Esta carrera constituye, sin duda, una de las ramas de la enseñanza oficial que ha respondido plenamente a la finalidad con que fue concebida; las características peculiares del problema industrial en España exigieron la formación de ingenieros provistos de una amplia base científica que permitieran la especialización de cada una de las diversas modalidades de gran industria media y que generaran directores capacitados en las cuestiones químicas, mecánicas y eléctricas. 
Por otro lado, mientras el Estado veló celosamente por el mayor prestigio y eficiencia de estas enseñanzas, olvidó en parte regular el ejercicio libre de esta profesión, fijando de una manera precisa las facultades inherentes a este título. Desde su creación en 1850, puede decirse que las atribuciones reconocidas a los Ingenieros industriales aparecen diseminadas en numerosas disposiciones aisladas y sin la debida coordinación, ocasionando, merced a la creciente complejidad de la organización administrativa y al mayor intervencionismo estatal, defectuosas interpretaciones y aun la negación de alguna de sus atribuciones, provocando conflictos que en alguna ocasión han debido dirimir a su favor los más altos Tribunales del Estado.

## Atribuciones profesionales en litigio con otros Ingenieros o Arquitectos

### Estaciones de servicio
Los textos legales que establecen los requisitos para proyectar estaciones de servicio son: el Reglamento sobre instalaciones de almacenamiento de Gases Licuados del Petróleo (GLP) de 29 de enero de 1986 http://www.boe.es/boe/dias/1986/02/22/pdfs/A06969-06976.pdf y el Reglamento de Seguridad de Centros de Almacenamiento y Suministro de los licuados del petróleo a granel para su utilización como carburante de vehículos de motor de 24 de noviembre de 1982.
Ambos reglamentos establecen que el proyecto deberá ser firmado por un “técnico titulado competente y visado por su correspondiente Colegio Oficial”.
Resulta evidente que una estación de servicio es una instalación industrial y que, en consecuencia, deberá ser el Ingeniero Industrial el profesional  “competente” para su realización.  Sin embargo, existe constancia de proyectos de estaciones de servicio realizados exclusivamente por Ingenieros de Caminos, Canales y Puertos que han sido admitidos.
A este respecto, el Tribunal Supremo en una sentencia de 1 de diciembre de 1982 dictó que el proyecto de estación de servicio “ha de ser firmado por un Ingeniero Industrial sin perjuicio de que el trazado de los accesos, firme, drenaje y señalización han de estar proyectados por un Ingeniero de Caminos, Canales y Puertos”.
En definitiva,  nos encontramos ante una situación de competencias concurrentes; por un lado el Ingeniero Industrial es el único competente para proyectar una estación de servicio; por otro, se necesita la asistencia de un Ingeniero de Caminos, Canales y Puerto para la realización de los accesos, drenaje y señalización.

### Ley de ordenación de la edificación
Desde la aparición del Decreto de 1935, se han publicado leyes que han ido delimitando las atribuciones de los ingenieros industriales en el ámbito de la construcción. A este respecto, debemos hacer referencia a la Ley 38/1999 de ordenación de la edificación (LOE) http://www.boe.es/boe/dias/1999/11/06/pdfs/A38925-38934.pdf . Esta ley establece las competencias de los distintos profesionales que tengan conocimientos en este sector.
Esta ley establece una clasificación de edificaciones en tres grupos, a saber, grupo a), b) y c). Cada grupo de edificaciones podrá ser proyectado por el titulado correspondiente. Presentamos a continuación el artículo 2 dónde se enumeran las edificaciones de cada grupo.
Artículo 2. Ámbito de aplicación.
1. Esta Ley es de aplicación al proceso de la edificación, entendiendo por tal la acción y el resultado de construir un edificio de carácter permanente, público o privado, cuyo uso principal esté comprendido en los siguientes grupos:
a. Administrativo, sanitario, religioso, residencial en todas sus formas, docente y cultural.
b. Aeronáutico; agropecuario; de la energía; de la hidráulica; minero; de telecomunicaciones (referido a la ingeniería de las telecomunicaciones); del transporte terrestre, marítimo, fluvial y aéreo; forestal; industrial; naval; de la ingeniería de saneamiento e higiene, y accesorio a las obras de ingeniería y su explotación.
c.Todas las demás edificaciones cuyos usos no estén expresamente relacionados en los grupos anteriores.''
Competencias otorgadas por la LOE a los diferentes profesionales en función del tipo de edificación:
Cuando el proyecto a realizar tenga por objeto la construcción de edificios para los usos indicados en el grupo a) del apartado 1 del artículo 2, la titulación académica y profesional habilitante será la de arquitecto.
Cuando el proyecto a realizar tenga por objeto la construcción de edificios para los usos indicados en el grupo b) del apartado 1 del artículo 2, la titulación académica y profesional habilitante, con carácter general, será la de ingeniero, ingeniero técnico o arquitecto y vendrá determinada por las disposiciones legales vigentes para cada profesión, de acuerdo con sus respectivas especialidades y competencias específicas.
Cuando el proyecto a realizar tenga por objeto la construcción de edificios comprendidos en el grupo c) del apartado 1 del artículo 2, la titulación académica y profesional habilitante será la de arquitecto, arquitecto técnico, ingeniero o ingeniero técnico' y vendrá determinada por las disposiciones legales vigentes para cada profesión, de acuerdo con sus especialidades y competencias específicas.'
En definitiva, en las edificaciones de los grupos b) y c), no existe monopolio de competencias, pudiendo cada ingeniero o arquitecto firmar de acuerdo con sus atribuciones específicas. Son estos grupos, b) y c) dónde los ingenieros industriales tienen cabida. Sin embargo el grupo a) está restringido a los arquitectos.

## Regulación actual
Esta falta de definición clara de las atribuciones, se produce al menos ochenta años, hasta que en 1935 (Decreto de 18 de septiembre de 1935 de competencias profesionales del Ingeniero industrial), y como reconocimiento a la actividad del Ingeniero industrial, el gobierno dicta el decreto que regula sus competencias profesionales, aún vigentes hoy día y que recogen ese sentir deontológico.
Artículo 1.º- El título de Ingeniero Industrial de las Escuelas civiles del Estado, confiere a sus poseedores capacidad plena para proyectar, ejecutar y dirigir toda clase de instalaciones y explotaciones comprendidas en las ramas de la técnica industrial química, mecánica y eléctrica y de economía industrial (entre las que deberán considerarse):
- Siderurgia y metalurgia en general
- Transformaciones químico-inorgánicas y químico-orgánicas
- Industrias de la alimentación y del vestido.
- Tintorerías, curtidos y artes cerámicas.
- Industrias fibronómicas.
- Manufacturas o tratamientos de productos naturales, animales y vegetales.
- Industrias silicotécnicas.
- Artes gráficas.
- Hidrogenación de carbones.
- Industrias de construcción metálica, mecánica y eléctrica, incluidas de precisión.
- Construcciones hidráulicas y civiles.
- Defensas fluviales y marítimas.
- Ferrocarriles, tranvías, transportes aéreos y obras auxiliares.
- Industrias de automovilismo y aerotécnicas.
- Astilleros y talleres de construcción naval.
- Varaderos y diques.
- Industrias cinematográficas.
- Calefacción, refrigeración, ventilación, iluminación y saneamiento.
- Captación y aprovechamiento de aguas públicas para abastecimientos, riegos o industrias.
- Industrias relacionadas con la defensa civil (Protección Civil) de las poblaciones.
- Generación, transformación, transportes y utilización de la energía eléctrica en todas sus manifestaciones
- Comunicaciones a distancia y, en general, cuanto comprende el campo de las telecomunicaciones, incluidas las aplicaciones e industrias acústicas, ópticas y radioeléctricas.

Artículo 2.º- Asimismo los Ingenieros Industriales de las Escuela civiles del Estado estarán especialmente capacitados para actuar, realizar y dirigir toda clase de estudios, trabajos y organismos en la esfera económico industrial, estadística, social y laboral.
- La verificación, análisis y ensayos químicos, mecánicos y eléctricos de materiales, elementos e instalaciones de todas clases.
- La intervención en materias de propiedad industrial.
- La realización de trabajos de topografía, aforos, tasaciones y deslindes.
- Dictámenes, peritaciones e informes y actuaciones técnicas en asuntos judiciales, oficiales y particulares.
- La construcción de edificaciones de carácter industrial y sus anejos.
- Aplicaciones industriales auxiliares en la construcción urbana.
- Cuantos trabajos les encomienda en cada momento la legislación vigente y sus tarifas de honorarios.

Artículo 3.º- El título de Ingeniero Industrial de las Escuelas civiles del Estado, otorga capacidad plena para la firma de toda clase de planos o documentos que hagan referencia a las materias comprendidas en los dos artículos anteriores y para la dirección y ejecución de sus obras e instalaciones, sin que la Administración puede desconocer dicha competencia, ni poner trabas a la misma en los asuntos que deban pasar, para su aprobación, por las oficinas públicas. 
"Dado en Madrid a dieciocho de septiembre de mil novecientos treinta y cinco.-Niceto Alcalá-Zamora y Torres.- El Ministro de Instrucción Pública y Bellas Artes, Joaquín Dualde Gómez."
Gradualmente, la práctica y la acumulación de nuevos conocimientos han dado lugar a las especialidades y a la aparición de muchas de las actuales ramas de la Ingeniería, que abarcan un amplio espectro y que, en algunos casos, tienen también competencias reconocidas oficialmente, y en otros casos no, lo que no menoscaba la calidad de sus actuaciones.

### Competencias en la actualidad
Para entender mejor el campo de acción del Ingeniero Industrial, anotamos a continuación una lista de actividades reconocidas de la Ingeniería Industrial en la que se puede desempeñar un Ingeniero Industrial: 
- Selección de procesos de fabricación y métodos de ensamblaje.
- Selección y diseño de herramientas y equipos.
- Técnicas del diseño de instalaciones, incluyendo la disposición de edificios, máquinas y equipos de manejo de materiales, materias primas e instalaciones de almacenamiento del producto.
- Desarrollo de sistemas de control de costos, tales como el control presupuestario, análisis de costos y sistemas de costos estándares.
- Desarrollo del producto.
- Diseño o mejora de los sistemas de planeamiento y control para: la distribución de productos y servicios, inventario, calidad, ingeniería de mantenimiento de plantas o cualquier otra función.
- Diseño e instalación de sistemas de información y procesamiento de datos.
- Diseño e instalación de sistemas de incentivos salariales.
- Desarrollo de medidas y estándares de trabajo incluyendo la evaluación de los sistemas.
- La investigación de operaciones incluyendo ítems como análisis en programación matemática, simulación de sistemas, teoría de la decisión y confiabilidad de sistemas.
- Diseño e instalación de sistemas de oficinas, de procesamientos y políticas.
- Planeamiento organizacional.
- Estudios sobre factibilidad técnica y económica de la instalación e implementación de empresas industriales, etc.
- Seguridad, higiene y ambiente
- Administración de Recursos Humanos
- Mantenimiento Industrial
- Control de calidad. ISO 9000 y 14000
- Gestión Tecnológica
- Investigación y Desarrollo
- Gerencia
- Finanzas
- Mejora y Optimización de procesos
- Docencia

### "Plan Bolonia"
En 1999 se firma en Bolonia un acuerdo entre los ministros de educación de varios países europeos para una homologación conjunta de las titulaciones. En España las carreras pasan a denominarse grados, que tienen una duración de cuatro años, existiendo luego la posibilidad de hacer un máster. Esto afecta a la ingeniería industrial. No es hasta el 9 de febrero cuando aparece en el BOE una orden que establece los requisitos que habilitan el ejercicio de la profesión de la ingeniería industrial. Las atribuciones y competencias de Ingeniero Industrial se obtienen con el máster en Ingeniería Industrial, al que se accede después de realizar preferentemente el Grado en Ingeniería en Tecnologías Industriales o a través de grados que habiliten para el ejercicio de la profesión regulada de ingeniero técnico industrial; como son los grados de Ingeniería Eléctrica, Ingeniería Mecánica, Electrónica Industrial y Automática, Textil y Química Industrial.
Para los estudiantes de grado, establece unas condiciones para obtener el título:
- Tener conocimientos adecuados de los aspectos científicos y tecnológicos de: métodos matemáticos, analíticos y numéricos en la ingeniería, ingeniería eléctrica, ingeniería energética, ingeniería química, ingeniería mecánica, mecánica de medios continuos, electrónica industrial, automática, fabricación, materiales, métodos cuantitativos de gestión, informática industrial, urbanismo, infraestructuras, etc.
- Proyectar, calcular y diseñar productos, procesos, instalaciones y plantas.
- Dirigir, planificar y supervisar equipos multidisciplinares.
- Realizar investigación, desarrollo e innovación en productos, procesos y métodos.
- Realizar la planificación estratégica y aplicarla a sistemas tanto constructivos como de producción, de calidad y de gestión medioambiental.
- Gestionar técnica y económicamente proyectos, instalaciones, plantas, empresas y centros tecnológicos.
- Poder ejercer funciones de dirección general, dirección técnica y dirección de proyectos I+D+i en plantas, empresas y centros tecnológicos.
- Aplicar los conocimientos adquiridos y resolver problemas en entornos nuevos o poco conocidos dentro de contextos más amplios y multidisciplinares.
- Ser capaz de integrar conocimientos y enfrentarse a la complejidad de formular juicios a partir de una información que, siendo incompleta o limitada, incluya reflexiones sobre las responsabilidades sociales y éticas vinculadas a la aplicación de sus conocimientos y juicios.
- Saber comunicar las conclusiones –y los conocimientos y razones últimas que las sustentan– a públicos especializados y no especializados de un modo claro y sin ambigüedades.
- Poseer las habilidades de aprendizaje que permitan continuar estudiando de un modo autodirigido o autónomo.
- Conocimiento, comprensión y capacidad para aplicar la legislación necesaria en el ejercicio de la profesión de Ingeniero Industrial.

### Universidades
La titulación de Ingeniería industrial en España se puede cursar actualmente en al menos las siguientes universidades: Universidad de Salamanca (ETSII de Béjar), Universidad de Cantabria, Universidad de Las Palmas de Gran Canaria,Universidad Nacional de Educación a Distancia, Universidad Politécnica de Cartagena, Universidad de Castilla-La Mancha, Universidad Politécnica de Cataluña, Universidad Politécnica de Madrid, Universidad Carlos III de Madrid, Universidad de Sevilla, Universidad de Valladolid, Universidad Politécnica de Valencia, Escuela de Ingeniería y Arquitectura de la Universidad de Zaragoza,Escuela Politécnica Superior de Jaén,Escuela de Ingenierías Industrial, Informática y Aeroespacial de León,Escuela de Ingenierías Industriales de Badajoz, Escuela de Ingenierías Industriales de la Universidad de Málaga, Escuela Politécnica de Ingeniería de Gijón, Escuela de Ingeniería de Bilbao, Universidad de La Laguna, Escuela Politécnica Superior de la Universidad de Alcalá de Henares y Escuela de Ingeniería Industrial de la Universidad de Vigo.

### Colegios Oficiales de Ingenieros Industriales
Los Ingenieros industriales con título oficial reconocido por el Estado, tienen la obligación de colegiarse para poder desarrollar la profesión de Ingeniero industrial. Se exceptúan los que estén sometidos a régimen funcionarial y efectúen sus actividades en el seno de las Administraciones públicas.
Cuando se realiza un trabajo que deba ser examinado y aprobado por parte de las administraciones públicas (Ministerio de Industria, ayuntamientos, etc), el ingeniero deberá obtener un visado en su Colegio oficial correspondiente, que sirve para acreditar la identidad, titulación y habilitación del firmante del trabajo técnico.
Los 21 Colegios Oficiales de Ingenieros industriales de España, representando a cerca de 45.000 profesionales colegiados, están agrupados en el Consejo General de Colegios Oficiales de Ingenieros Industriales

## Representación estudiantil de la titulación de Ingeniería Industrial
El Consejo Estatal de Estudiantes de Ingeniería Industrial (CEDEII) nació en 1998 como una asociación en la que se representa a los alumnos de Ingeniería Industrial de toda España. Esta asociación cuenta con el apoyo de los Colegios Oficiales de Ingenieros Industriales, ya que colaboran conjuntamente, en múltiples ocasiones, en la resolución de problemas a los que se enfrentan tanto estudiantes como titulados.